# Desisella strandiella
Desisella strandiella är en skalbaggsart som beskrevs av Stefan von Breuning 1942. Desisella strandiella ingår i släktet Desisella och familjen långhorningar. Inga underarter finns listade i Catalogue of Life.